# Susanne Rumohr Hækkerup
Susanne Rumohr Hækkerup (født Rumohr 24. juli 1959 i København) er en dansk diplomat, som er tidligere dansk ambassadør i Mexico.
Hun fik sin kandidatgrad i 1987, blev samme år ansat som fuldmægtig i Forsvarets Efterretningstjenestes kontor for Politisk Analyse og kom fem år efter til Udenrigsministeriet, også som fuldmægtig. Efter tre år i Moskva som ambassadesekretær og souschef 1993-96 kom hun hjem igen til en stilling som fuldmægtig og var året efter en afstikker tilbage i Forsvarsministeriet i ni måneder som afdelingschef for Internationalt Samarbejde.
1997-99 var hun sektionschef vedr. fredsprocessen i Mellemøsten i Udenrigsministeriet. 2001 blev hun sektionschef i kontoret for International Planlægning og Rapportering i Udenrigsministeriet. I 2003 blev hun sendt til Beijing, først som ambassadesekretær siden som ambassaderåd og souschef, og i marts 2007 blev Susanne Rumohr Hækkerup chef for det store FN-kontor i DANIDA. 1. juni 2009 blev hun kontorchef i kontoret for globalt samarbejde og økonomi i Udenrigsministeriet.
Fra 1. september 2010 indtil 2014, hvor hun overlod posten til Henrik Bramsen Hahn, var hun Danmarks ambassadør i Mexico. Hun var tillige akkrediteret i Cuba, Den Dominikanske Republik, Haiti, Bahamas, Barbados, Jamaica og Trinidad og Tobago. Siden 16. april 2006 har hun været Ridder af Dannebrog.
Hun er enke efter forsvarsminister Hans Hækkerup (første gang gift med Lise Hækkerup), med hvem hun har børnene Nicolai og Johannes Hækkerup.